# Evangelista Alcimar Caldas Magalhães
Evangelista Alcimar Caldas Magalhães OFMCap (* 2. Februar 1940 in Benjamin Constant, Amazonas; † 20. Juni 2021 in Manaus) war ein brasilianischer Ordensgeistlicher und römisch-katholischer Bischof von Alto Solimões.

## Leben
Evangelista Alcimar Caldas Magalhães besuchte ab 1953 das Kleine Seminar São José in Manaus. Danach trat er der Ordensgemeinschaft der Kapuziner bei. Er legte seine erste Profess in Paraníba ab und empfing 1964 in Fortaleza die Niederen Weihen. Anschließend wurde Evangelista Alcimar Caldas Magalhães nach Italien entsandt, wo er das Studium der Philosophie und der Katholischen Theologie fortsetzte. Am 9. Juli 1967 empfing er in Perugia durch den Prälaten von Alto Solimões, Adalberto Domingos Marzi OFMCap, das Sakrament der Priesterweihe. Seine Primiz feierte er in der Basilika San Francesco in Assisi. Nach weiterführenden Studien erwarb Caldas Magalhães an der Päpstlichen Lateranuniversität ein Lizenziat im Fach Dogmatik und an der Università Internazionale degli Studi Sociali „Pro Deo“ in Rom einen Abschluss im Fach Journalismus.
Anschließend kehrte Evangelista Alcimar Caldas Magalhães in seine Heimat zurück und wurde Pfarrer der Pfarrei São Paulo Apóstolo in São Paulo de Olivença. 1972 wurde er zudem Provinzialrat und Definitor der Kustodie Amazonas der Kapuziner.
Am 3. September 1981 ernannte ihn Papst Johannes Paul II. zum Bischof von Carolina. Der Erzbischof von Manaus, Milton Corrêa Pereira, spendete ihm am 25. Oktober desselben Jahres im Santuário Nossa Senhora Aparecida in Manaus die Bischofsweihe; Mitkonsekratoren waren der Prälat von Coari, Gutemberg Freire Régis CSsR, und der Prälat von Alto Solimões, Adalberto Domingos Marzi OFMCap. Sein Wahlspruch Habes me socium („Du hast einen Freund in mir“) stammt aus Phlm 1,17 . Von 1983 bis 1989 war Evangelista Alcimar Caldas Magalhães zudem verantwortlicher Bischof für die Jugendpastoral und die sozialen Kommunikationsmittel in der Region Nordeste 4 der Brasilianischen Bischofskonferenz. Ferner wirkte er als Vizepräsident des Movimento de Educação de Base (MEB).
Am 12. September 1990 ernannte ihn Johannes Paul II. zum Prälaten von Alto Solimões. Die Amtseinführung erfolgte am 18. November desselben Jahres. Die Ernennung zum Bischof von Alto Solimões erfolgte mit der Erhebung der Territorialprälatur zum Bistum am 14. August 1991. Evangelista Alcimar Caldas Magalhães wurde 1999 Berater des Bundesstaates Amazonas und erhielt die Medalha Marechal Cândido Rondon. 2002 organisierte er gemeinsam mit dem Instituto de Proteção Ambiental do Amazonas das Programm für ökologische, ökonomische und partizipative Raumplanung in der Mikroregion Alto Solimões. Am 31. August 2008 wurde ihm für seinen Einsatz für das Leben und den Frieden in der Region Alto Solimões der Titel Cavaleiro da Paz verliehen.
Papst Franziskus nahm am 20. Mai 2015 seinen altersbedingten Rücktritt an. Er starb im Juni 2021 an einem Herzstillstand bei einer Gallenblasenoperation.